# Torre de la Foradada
La Torre de la Foradada és una pedania dependent del terme municipal del Pilar de la Foradada, a la comarca del Baix Segura, província d'Alacant. És un poble costaner, què s'ha desenvolupat recentment gràcies al turisme. El seu nom fa referència a dos factors: el primer, a la torre vigia del segle xvi; i el segon, al lloc on es troba aquesta torre: la punta de la Foradada. Foradada indica que aquest penya-segat té coves fetes per l'aigua, és a dir, està foradat.

## Història
La torre vigia va pertànyer al sistema de vigilància costanera, i va ser construïda l'any 1580 sobre una altra torre anterior. Senyalava el límit sud tradicional del Regne de València, i durant el segle xix va ser utilitzada per a fer senyals amb el telègraf òptic.

## Descripció i característiques de la torre
La seua base és troncocònica, enlluïda i emmerletada, que disposa de diverses finestres. L'accés a l'interior es fa des de l'habitatge particular adossat.
Es troba adossada a un habitatge particular, i el seu estat de conservació és bo, malgrat que ha patit algunes modificacions.
És propietat dels comtes de Roche.

## Protecció
Sota la protecció de la Declaració genèrica del Decret de 22 d'abril de 1949, i la Llei 16/1985 sobre el Patrimoni Històric Espanyol.